# サン・ロベルト
サン・ロベルト（イタリア語: San Roberto）は、イタリア共和国カラブリア州レッジョ・カラブリア県にある、人口約1,700人の基礎自治体（コムーネ）。

## 地理

### 位置・広がり

#### 隣接コムーネ
隣接するコムーネは以下の通り。
- カランナ
- フィウマーラ
- ラガナーディ
- サント・ステーファノ・イン・アスプロモンテ
- シッラ

## 行政

### 分離集落
サン・ロベルトには、以下の分離集落（フラツィオーネ）がある。
- Acquacalda, Colelli, Melìa, S. Angelo, Samperi, Rumìa